# امبوهیبورانا
امبوهیبورانا (به لاتین: Ambohiborona) یک سکونتگاه مسکونی در ماداگاسکار است که در واکینانکاراترا واقع شده‌است.

## خصوصیات
امبوهیبورانا ۲۶٬۰۰۰ نفر جمعیت دارد و ۱٬۶۸۰ متر بالاتر از سطح دریا واقع شده‌است.